# Christine Lahti
Christine Lahti (Birmingham, 1950. április 4. –) Oscar-, kétszeres Golden Globe- és Primetime Emmy-díjas amerikai színésznő. 
A Második műszak című filmdrámában figyeltek fel rá, mellyel Oscar-díjra jelölték. Híressé a Chicago Hope Kórház című orvosi tévésorozat tette. A színészet mellett a rendezői székben is kipróbálta magát, 1995-ben a Lieberman in Love című rövidfilmje Oscar-díjat hozott.

## Élete és pályafutása
1950-ben született Birmingham, Michigan államban Elizabeth Margaret és Paul Theodore Lahti gyermekeként. Két fiú és három lánytestvére van. Lahti a Florida Állami Egyetemre járt, majd drámából szerzett diplomát a Michigani Egyetemen.
Első szerepét 1977-ben kapta a Marco Polo Sings a Solo című darabban az Off-Broadwayn, a következő évben pedig a Division Street című színdarabban alakított. 1979-től már a Broadwayon lépett fel a Loose Ends című produkcióban. Lahtit ezután beválogatták Az igazság mindenkié című jogi filmdrámába, ami első filmszerepe volt Al Pacinóval a főszerepben. 1981-ben Richard Dreyfuss mellett játszott a Mégis kinek az élete? című filmdrámában. 1984-ben figyeltek fel a színésznőre, mikor a Második műszak című romantikus filmdrámában egy énekesnőt alakított. Lahtit Oscar-díjra és Golden Globe-díjra jelölték legjobb mellékszereplő kategóriában. 
Lahti a nyolcvanas években több tévéfilmben és sorozatban is felbukkant, 1987-ben szerepelt az Amerika című tévés minisorozatban, amiért Primetime Emmy-díjra és Golden Globe-ra jelölték. 1988-ban Judd Hirsch és River Phoenix mellett játszott a Running on Empty című filmdrámában, amiért újabb jelölést kapott egy Golden Globe-ra. 1989-ben Lahti főszerepet kapott Lee Grant No Place Like Home című tévéfilmjében, amiért Emmyre jelölték, és elnyerte vele első Golden Globe-díját.
1995-ben Lahti rendezte a Lieberman in Love című rövidfilmet, amiért Oscar-díjjal jutalmazták. Ugyanebben az évben kapta meg Dr. Kahtryn Austin szerepét a Chicago Hope Kórház című orvosi tévésorozatban, amit öt évadon át alakított, és négyszer jelölték Emmy-díjra, Screen Actors Guild-díjra és kétszer Golden Globe-díjra. 2004-től egy éven át játszott a Jack and Bobby című sorozatban. 
2010-ben Lahti Az öldöklés istene egyik főszerepét játszotta a Broadwayn, amit később Roman Polański megfilmesített Christoph Waltzzal, Kate Winslettel, John C. Reillyvel és Jodie Fosterrel. 2019-ben Tom Hanks oldalán jelent meg az Egy kivételes barát című életrajzi filmben.   

## Magánélete
1983-ban ment feleségül Thomas Schlamme televíziós rendezőhöz, akitől három gyermeke született.

## Filmográfia

### Film
| Év   | Magyar cím              | Eredeti cím                               | Szerep                                          | Magyar hang        |
| ---- | ----------------------- | ----------------------------------------- | ----------------------------------------------- | ------------------ |
| 1979 | Az igazság mindenkié    | And Justice for All                       | Gail Packer                                     | Prókai Annamária   |
| 1981 | Mégis kinek az élete?   | Whose Life Is It Anyway?                  | Dr. Clare Scott                                 | Császár Angela     |
| 1982 | A színpadon a Stains!   | Ladies and Gentlemen, the Fabulous Stains | Linda néni                                      |                    |
| 1984 | Második műszak          | Swing Shift                               | Hazel Zanussi                                   | Kéri Kitty         |
| 1986 | Sivatagi felhő          | Desert Bloom                              | felnőtt Rose Chismore (stáblistán nem szerepel) |                    |
| 1986 | A férfi, akit szeretünk | Just Between Friends                      | Sandy Dunlap                                    |                    |
| 1987 |                         | Stacking                                  | Kathleen Morgan                                 |                    |
| 1987 | Mostohák gyöngye        | Housekeeping                              | Sylvie                                          | Prókai Annamária   |
| 1988 | Üresjárat               | Running on Empty                          | Annie Pope                                      |                    |
| 1989 | Tűzről pattant hölgy    | Miss Firecracker                          | Clara Archer                                    |                    |
| 1989 | Egy kis anatómia        | Gross Anatomy                             | Dr. Rachel Woodruff                             | Menszátor Magdolna |
| 1990 | Gyerekes szerelem       | Funny About Love                          | Meg                                             | Tóth Enikő         |
| 1990 | Gyerekes szerelem       | Funny About Love                          | Meg                                             | Andresz Kati       |
| 1991 | A doktor                | The Doctor                                | Anne                                            | Menszátor Magdolna |
| 1992 | Országúti amazonok      | Leaving Normal                            | Darly                                           |                    |
| 1995 | Rejtekhely              | Hideaway                                  | Lindsey                                         | Jani Ildikó        |
| 1995 | Derült égből El-visz    | Pie in the Sky                            | Ruby                                            | Andresz Kati       |
| 2001 |                         | My First Mister                           | Mall Patron                                     |                    |
| 2008 | Zseni az apám           | Smart People                              | Nancy                                           |                    |
| 2008 |                         | Yonkers Joe                               | Janice                                          |                    |
| 2009 | Őrült szenvedély        | Obsessed                                  | Reese                                           | Kubik Anna         |
| 2010 | Fájó emlékek            | Flying Lessons                            | Caroline Conway                                 | Andresz Kati       |
| 2011 | Játékidő                | Touchback                                 | Thelma                                          | Molnár Zsuzsa      |
| 2012 | Családban marad         | Petunia                                   | Felicia Petunia                                 | Andresz Kati       |
| 2013 | Gyűlölet, barátság      | Hateship, Loveship                        | Eileen                                          | Bertalan Ágnes     |
| 2015 |                         | Touched with Fire                         | Sara                                            |                    |
| 2015 | Jelzőfény               | Safelight                                 | Peg                                             |                    |
| 2015 | Féltestvérek            | The Steps                                 | Sherry                                          | Kovács Nóra        |
| 2016 |                         | Operator                                  | Beth Larsen                                     |                    |
| 2017 |                         | Becks                                     | Ann                                             |                    |
| 2019 | Egy kivételes barát     | A Beautiful Day in the Neighborhood       | Ellen                                           | Kiss Mari          |

### Televízió
| Év        | Magyar cím                               | Eredeti cím                               | Szerep                            | Megjegyzések                               |
| --------- | ---------------------------------------- | ----------------------------------------- | --------------------------------- | ------------------------------------------ |
| 1978      |                                          | Dr. Scorpion                              | Tania Reston                      | tévéfilm                                   |
| 1978      |                                          | The Last Tenant                           | Carol                             | tévéfilm                                   |
| 1978      |                                          | The Harvey Korman Show                    | Maggie Kavanaugh                  | 5 epizód                                   |
| 1980      |                                          | The Henderson Monster                     | Dr. Louise Casimir                | tévéfilm                                   |
| 1981      |                                          | Wolcott                                   | Melinda Marin                     | minisorozat (4 epizód)                     |
| 1982      | A hóhér dala                             | The Executioner's Song                    | Brenda Nicol                      | tévéfilm                                   |
| 1984      |                                          | Single Bars, Single Women                 | Elsie                             | tévéfilm                                   |
| 1985      | A szerelem tovább él                     | Love Lives On                             | Marilyn                           | tévéfilm                                   |
| 1987      |                                          | Amerika                                   | Alethea Milford                   | minisorozat (7 epizód)                     |
| 1989      |                                          | No Place Like Home                        | Zan Cooper                        | tévéfilm                                   |
| 1990      |                                          | Three Hotels                              | ismeretlen szerep                 | tévéfilm                                   |
| 1991      | Szerelem bolondulásig                    | Crazy from the Heart                      | Charlotte Bain                    | tévéfilm                                   |
| 1992      | A félelem börtönében                     | The Fear Inside                           | Meredith Cole                     | tévéfilm                                   |
| 1992      | A törvény útvesztője                     | The Good Fight                            | Grace Cragin                      | tévéfilm                                   |
| 1994      | Frasier – A dumagép                      | Frasier                                   | Laura (hangja)                    | 1 epizód                                   |
| 1995      |                                          | The Four Diamonds                         | Dr. Burke / Raptenahad varázslónő | tévéfilm                                   |
| 1995–99   | Chicago Hope Kórház                      | Chicago Hope                              | Dr. Kathryn Austin                | főszereplő (97 epizód)                     |
| 1996      | Vidéki vakáció                           | A Weekend in the Country                  | Ruth Oakley                       | - tévéfilm - magyar hangja: - Andresz Kati |
| 1997      |                                          | SUBWAYStories: Tales from the Underground | piros cipős hölgy                 | tévéfilm                                   |
| 1997      |                                          | Hope                                      | Emma Percy                        | tévéfilm                                   |
| 1998      |                                          | Ellen                                     | Ellen 4. tesztalany               | 1 epizód                                   |
| 2000      | A média áldozata                         | Trial by Media                            | Lyssa Dent Hughes                 | tévéfilm                                   |
| 2001      | Ally McBeal                              | Ally McBeal                               | Sydney Gale                       | 1 epizód                                   |
| 2002      | A pilóta felesége                        | The Pilot's Wife                          | Kathryn Lyons                     | tévéfilm                                   |
| 2002      | Nemek csatája                            | Women vs. Men                             | Dana                              | tévéfilm                                   |
| 2003      | Kezdd újra, Sam!                         | Open House                                | Samantha Morrow                   | tévéfilm                                   |
| 2003      | Porrá zúzott álmok                       | Out of the Ashes                          | Gisella Perl                      | - tévéfilm - magyar hangja: - Kocsis Judit |
| 2004      | Ruth könyve                              | The Book of Ruth                          | Maylene                           | tévéfilm                                   |
| 2004      | Bosszú és újrakezdés                     | Revenge of the Middle-Aged Woman          | Rose                              | - tévéfilm - magyar hangja: - Kovács Nóra  |
| 2004–2005 | Jack és Bobby                            | Jack & Bobby                              | Grace McCallister                 | 22 epizód                                  |
| 2006      | A színfalak mögött                       | Studio 60 on the Sunset Strip             | Martha O'Dell                     | 3 epizód                                   |
| 2009      | The Cleaner – A független                | The Cleaner                               | Gail Nathanson                    | 1 epizód                                   |
| 2009      |                                          | Operating Instructions                    | Helen Keller parancsnok           | tévéfilm                                   |
| 2009–2011 | Esküdt ellenségek: Különleges ügyosztály | Law & Order: Special Victims Unit         | Sonya Paxton                      | 7 epizód                                   |
| 2011      |                                          | The Doctor                                | Emily Campbell                    | tévéfilm                                   |
| 2012      |                                          | 8                                         | Emily Campbell                    | tévéfilm                                   |
| 2012–2019 | Hawaii Five–0                            | Hawaii Five-0                             | Doris McGarrett                   | 10 epizód                                  |
| 2013      |                                          | Beverly Hills Cop                         | Helen                             | tévéfilm                                   |
| 2015      | Grace és Frankie                         | Grace and Frankie                         | Lydia Foster                      | 1 epizód                                   |
| 2015      |                                          | The Adversaries                           | Katherine                         | tévéfilm                                   |
| 2015–2016 | A férjem védelmében                      | The Good Wife                             | Andrea Stevens                    | 2 epizód                                   |
| 2015–2017 | Feketelista                              | The Blacklist                             | Laurel Hitchin                    | 10 epizód                                  |
| 2017      |                                          | Controversy                               | Constance Hawthorne               | tévéfilm                                   |
| 2017–2018 | Diane védelmében                         | The Good Fight                            | Andrea Stevens                    | 2 epizód                                   |
| 2018      |                                          | Gone Baby Gone                            | Antonia Gennaro                   | tévéfilm                                   |
| 2019–2022 |                                          | Evil                                      | Sheryl Luria                      | 28 epizód                                  |
| 2020      | Félig üres                               | Curb Your Enthusiasm                      | önmaga                            | 1 epizód                                   |
| 2020      |                                          | Great Performances                        | Gloria Steinem                    | 1 epizód                                   |

## Színházi szerepek
Broadway
Az Internet Broadway Database nyilvántartása szerint:
- 1979–80: Loose Ends
- 1980: Division Street
- 1981: Scenes and Revelations
- 1982–83: Present Laughter
- 1989–90: The Heidi Chronicles
- 2009–10: Az öldöklés istene
- 2011: 8

Off-Broadway
Az Internet Off-Broadway Database nyilvántartása szerint:
- 1977: Marco Polo Sings a Solo
- 1978: Hooters
- 1979: The Woods
- 1984: Landscape of the Body
- 1984: The Country Girl
- 1987: Little Murders
- 1993: Three Hotels
- 2002: The Exonerated
- 2008: A Body of Water
- 2011: Dreas of Flying Dreams of Falling
- 2012: The Exonerated
- 2017: The Red Letter Plays: Fucking A
- 2018: Gloria: A Life

## Fontosabb díjak és jelölések
| Cím                 | Esemény                      | Díj                                                           | Eredmény |
| ------------------- | ---------------------------- | ------------------------------------------------------------- | -------- |
| Második műszak      | 42. Golden Globe-gála        | Legjobb női mellékszereplő                                    | Jelölve  |
| Második műszak      | 57. Oscar-gála               | Legjobb női mellékszereplő                                    | Jelölve  |
| Amerika             | 45. Golden Globe-gála        | Legjobb női mellékszereplő: minisorozat vagy tévéfilm         | Jelölve  |
| Amerika             | 39. Primetime Emmy-gála      | Legjobb női mellékszereplő: minisorozat vagy tévéfilm         | Jelölve  |
| Running on Empty    | 46. Golden Globe-gála        | Legjobb női főszereplő                                        | Jelölve  |
| No Place Like Home  | 47. Golden Globe-gála        | Legjobb női főszereplő: minisorozat vagy tévéfilm             | Elnyerte |
| No Place Like Home  | 42. Primetime Emmy-gála      | Legjobb női főszereplő: minisorozat vagy tévéfilm             | Jelölve  |
| Lieberman in Love   | 68. Oscar-gála               | Legjobb rövidfilm megosztva Jana Sue Memellel                 | Elnyerte |
| Chicago Hope Kórház | 48. Primetime Emmy-gála      | Legjobb női főszereplő                                        | Jelölve  |
| Chicago Hope Kórház | 2. Screen Actors Guild-gála  | Legjobb szereplőgárda (drámasorozat)                          | Jelölve  |
| Chicago Hope Kórház | 2. Screen Actors Guild-gála  | Screen Actors Guild-díj a legjobb színésznőnek (drámasorozat) | Jelölve  |
| Chicago Hope Kórház | 54. Golden Globe-gála        | Legjobb női főszereplő                                        | Jelölve  |
| Chicago Hope Kórház | 49. Primetime Emmy-gála      | Legjobb női főszereplő                                        | Jelölve  |
| Chicago Hope Kórház | 3. Screen Actors Guild-gála  | Legjobb szereplőgárda (drámasorozat)                          | Jelölve  |
| Chicago Hope Kórház | 3. Screen Actors Guild-gála  | Legjobb színésznő (drámasorozat)                              | Jelölve  |
| Chicago Hope Kórház | 55. Golden Globe-gála        | Legjobb női főszereplő                                        | Elnyerte |
| Chicago Hope Kórház | 50. Primetime Emmy-gála      | Legjobb női főszereplő                                        | Elnyerte |
| Chicago Hope Kórház | 4. Screen Actors Guild-gála  | Legjobb szereplőgárda (drámasorozat)                          | Jelölve  |
| Chicago Hope Kórház | 4. Screen Actors Guild-gála  | Legjobb színésznő (drámasorozat)                              | Jelölve  |
| Chicago Hope Kórház | 51. Primetime Emmy-gála      | Legjobb női főszereplő                                        | Jelölve  |
| Chicago Hope Kórház | 5. Screen Actors Guild-gála  | Legjobb színésznő (drámasorozat)                              | Jelölve  |
| Trial by Media      | 58. Golden Globe-gála        | Legjobb női főszereplő: minisorozat vagy tévéfilm             | Jelölve  |
| Jack & Bobby        | 62. Golden Globe-gála        | Legjobb női főszereplő                                        | Jelölve  |
| Jack & Bobby        | 11. Screen Actors Guild-gála | Legjobb színésznő (drámasorozat)                              | Jelölve  |